# 大津たまみ
大津 たまみ（おおつ たまみ、1970年7月29日 - ）は、日本の実業家。アクショングループCEO、株式会社アクションラボ 代表取締役、一般社団法人日本清掃収納協会会長、一般社団法人生前整理普及協会代表理事、リンクリンク代表、株式会社アクションパワー代表取締役。株式会社グローバルプロモーション業務提携

## 概要
2006年にお掃除会社株式会社アクションパワーを設立。2013年に片づけの現場で遺品整理を行った経験から一般社団法人生前整理普及協会を設立。同年、女性起業家支援や貸し会議室運営を行う株式会社アクションラボ、2017年に一般社団法人日本清掃収納協会を立ち上げる。

## 人物
- 掃除・片づけ・生前整理に関する著書を12冊出版[8]
- 人生を振り返り、これからをより良く生きるためには「マイ・ベストショットアルバムをつくることが大切」と伝えている[9]
- 自身のシングルマザー経験から2016年に非営利団体「リンクリンク[5]」を設立。シングルマザーの子どもにバースデイケーキプレゼント[10]やシングルマザー向け居住支援[11]をしている
- 25才に結婚し26才で第1子を出産。36才で離婚して一人息子を育てるシングルマザーとなる。
- 50才で３人の子どもを育てるシングルファザーと再婚[12]

## 著書
- 『８秒で幸せをつかむ「片づけ力」』　（2010年、かんき出版、ISBN 978-4761267148、単行本）
- 『今日もまた、片づけられずに困ってます。―「片づけ力」を高める心の処方箋』　（2013年、 PHP研究所、ISBN 978-4569807720、単行本）
- 『生前整理で幸せな老い支度』　（2013年、 PHP研究所、ISBN 978-4569807980、単行本）
- 『1円も使わないお掃除グッズ108』　（2014年、 双葉社 、ISBN 978-4575454963、ムック）
- 『これ1冊で安心 親の家の片づけ方』　（2015年、あさ出版、ISBN 978-4860637729、単行本）
- 『「汚れ予防」のコツと裏ワザ』　（2015年、青春出版社、ISBN 978-4413210522、新書）
- 『幸せになる！生前整理ワークブック』　（2016年、 PHP研究所 、ISBN 978-4569829517 単行本）
- 『一家に一本で家中ピッカピカ お掃除ブラシJ』　（2018年、セブン&アイ出版、ISBN 978-4860085308、ムック）
- 『掃除のプロが教える メラミンスポンジ スゴ落ちの裏ワザ』　 （2019年、青春出版社 、ISBN 978-4413211499、新書）
- 『わが家のリフレッシュ大作戦』　（2019年、PHP研究所 、ISBN 978-4569833408、単行本）
- 『写真整理で人生整理:幸せな終活の第一歩』　（2023年、ごま書房 、ISBN 978-4341132804、単行本）

### 共著
『神さまをまねく 開運お掃除』（共著木村 徳宏）2014年、世界文化社、ISBN 978-4418144082、単行本

## CM
- 2014年12月　シャークスチームモップインビンシブル出演[13]
- 2018年3月・10月 「とくダネ！」（フジテレビ系列）花王CM[14]